# Podróż przez Niemcy
Podróż przez Niemcy – reportaż z 2005 autorstwa niemieckiego pisarza Wolfganga Büschera. W Polsce ukazał się w 2007 w tłumaczeniu Renaty Makarskiej. 
Książka jest osobistym opisem podróży, jaką wykonał autor wzdłuż niemieckich granic, zgodnie z ruchem wskazówek zegara, wyruszając znad 852 kilometra Renu i okolic Emmerich. Wyszedł w drogę jesienią, a do punktu wyjścia powrócił w pierwszy dzień Bożego Narodzenia. Posuwał się pieszo, pociągami, autobusami i autostopem trzymając się granic państwa (już po wstąpieniu do Układu z Schengen wszystkich sąsiednich krajów). Często przechodził też granice, odwiedzając inne kraje - Polskę, Czechy, Austrię, Belgię i Holandię. Był m.in. w Leer, na Helgolandzie, w Klanxbüll, Timmendorfie, na Hiddensee, w Peenemünde, Bad Freienwalde, Guben, Gubinie, Jonsdorfie, Görlitz, Dubí, Seiffen, Chemnitz, Pasawie, Bregencji, Braunau, Meersburgu, Pforzheimie, Oberstdorfie, Bayrischzell i Ramstein. Szerzej opisuje też niektóre znaczące dla niego postacie, np. zbrodniarza z obozu we Flossenbürgu - Karla Weihe, czy też kaznodzieję Wilhelma Cordiera, który opuścił Pforzheim i przeniósł się na Falklandy.